# Haplonerita maculata
Haplonerita maculata là một loài bướm đêm thuộc phân họ Arctiinae, họ Erebidae.